# Venturi 300 Atlantique
La 300 Atlantique è un'autovettura sportiva presentata nel 1995 dalla casa automobilistica francese Venturi.

## Caratteristiche
Il nome Atlantique è ripreso dalla versione alleggerita della 260 APC, che si chiamava 260 Atlantique, che è stato utilizzato per il lancio di questo nuovo modello.
Dopo l'acquisto della casa da parte dello scozzese Hubert O'Neill nel 1994, la casa voleva uscire con un nuovo modello, così il design delle vetture fu rivisto e la nuova 300 Atlantique debuttò al Salone di Parigi l'anno successivo.
Fu equipaggiata con un nuovo motore V6 3.0 24V di origine Peugeot/Renault in grado di sviluppare 210 CV in versione aspirata e 281 CV in versione turbocompressa, e di toccare la velocità di 280 km/h. Il nuovo modello presentava una linea accattivante, degli interni ben curati e una notevole performance in ripresa, ma soffriva di una turbina dalla risposta molto lenta e di un motore scarso ai bassi regimi. Fu prodotta in soli 57 esemplari, dopodiché le difficoltà economiche della società portarono a un nuovo cambio di rotta nella direzione aziendale.

## 300 Atlantique Bi-Turbo

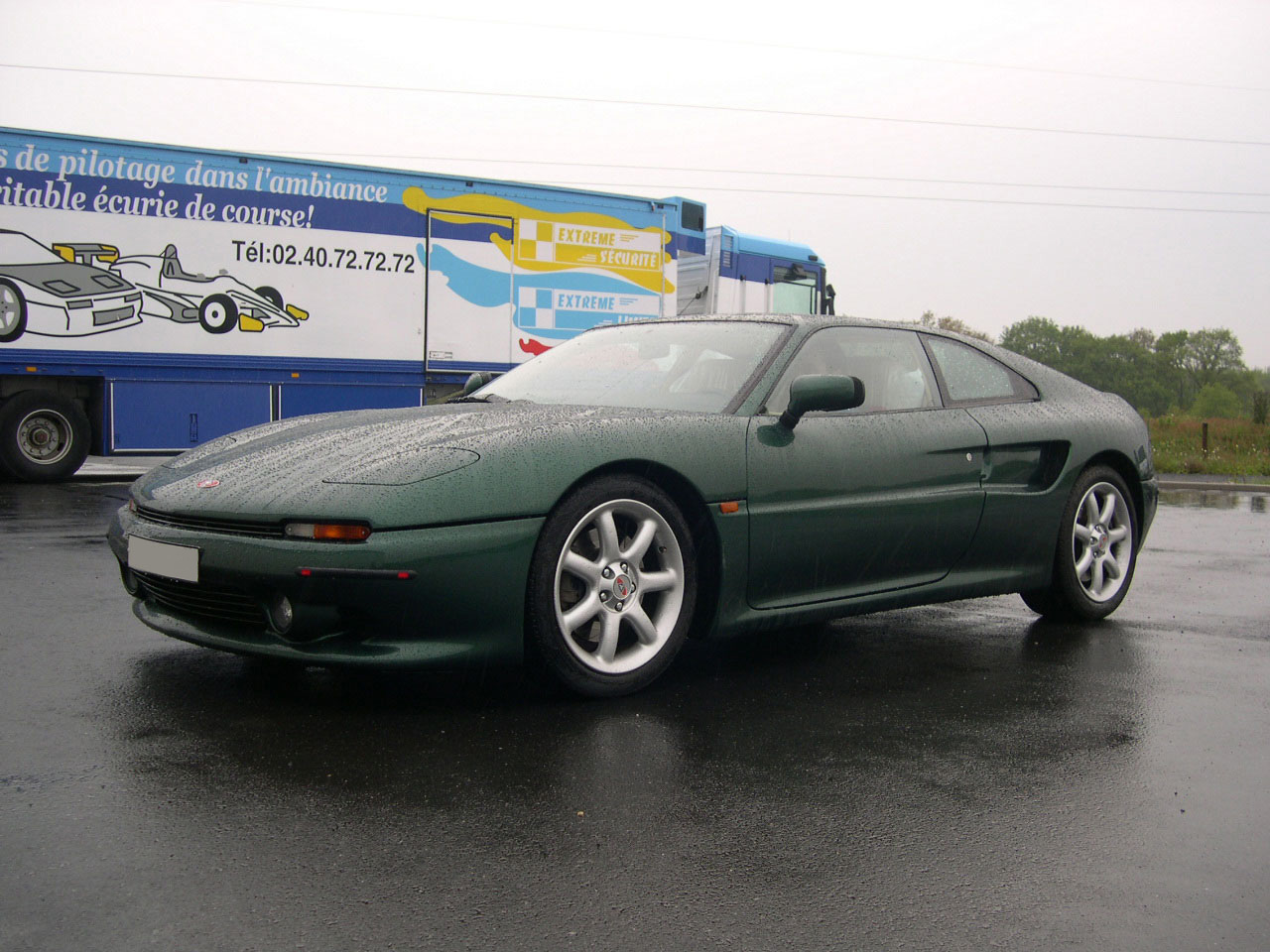
Una Venturi 300 Atlantique Biturbo

La nuova proprietà tailandese affacciatasi nel 1996 decise di puntare sui modelli stradali, per questo scelse di rendere più appetibile il prodotto arricchendolo con una doppia turbina. Nel 1998, al Salone internazionale dell'automobile di Ginevra, veniva presentata la 300 Atlantique Bi-Turbo, che passava da 281 a 310 CV di potenza massima, con un tempo di risposta della turbina (grande pecca del modello a turbina singola) decisamente migliorato. Le nuove prestazioni garantivano un raffronto più serio con altre concorrenti dell'epoca, come la Porsche 911 Carrera o la Lotus Esprit V8.
La crisi asiatica della fine del secolo, però, non risparmia la proprietà tailandese e si ripercuote sulla produzione; complice una concorrenza serrata, solo 13 esemplari verranno realizzati. Alcuni telai mai finiti saranno utilizzati nel 2006 per produrre la Venturi GT3 e gareggiare nei campionati FIA.